# Represa de Aguas Corrientes
La Represa de Aguas Corrientes es una represa ubicada en la localidad de Aguas Corrientes, en el curso del río Santa Lucía en el departamento de Canelones, Uruguay.

## Características
La represa funciona como recurso de la principal planta potabilizadora que pertenece a la empresa estatal O.S.E. en Uruguay. Brinda agua potable a una parte de la población del departamento de Montevideo y del departamento de Canelones, un total de 1,6 millones de personas.
En marzo de 2014 O.S.E. inauguró nuevas obras en la planta potabilizadora de Aguas Corrientes, en particular, clarificadores que sustituyen a los antiguos decantadores, una nueva batería de filtros y una nueva sala de cloración.

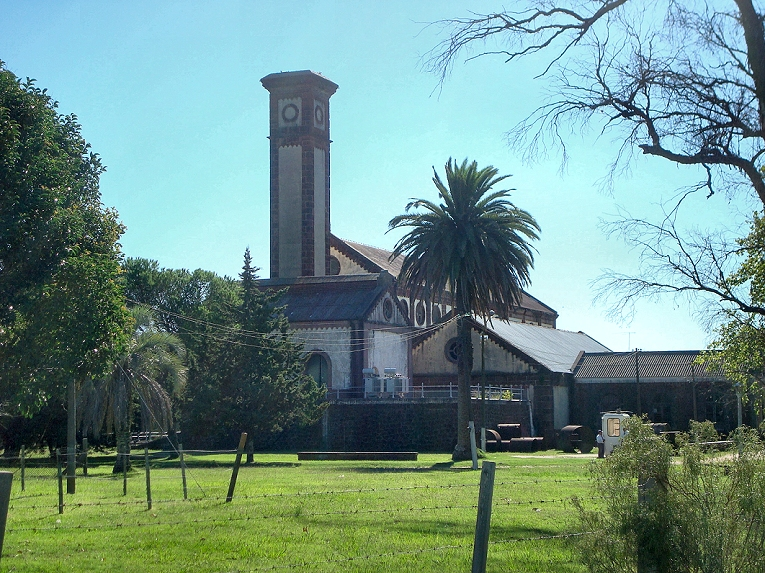
Antigua Planta Potabilizadora de Aguas Corrientes

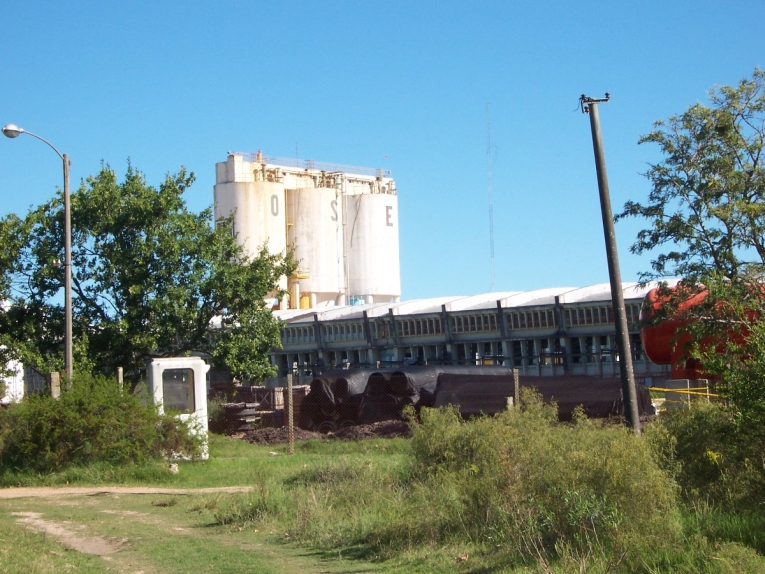
Nueva Planta Potabilizadora de Aguas Corrientes

## Aporte y calidad del agua cruda
El agua superficial de río Santa Lucía, que es tomada por la planta para potabilizar, se llama agua bruta o agua cruda.
Los cursos de agua ubicados en declive con respecto a las áreas donde se ubican zonas productivas, son contaminados mediante infiltración del terreno, por arrastre, escorrentías o lixiviación, produciendo efectos ambientales adversos.
En 2013 la floración de cianobacterias en el agua cruda de la represa de Aguas Corrientes, favorecida por elevadas concentraciones de fósforo, afectó el olor y el sabor del agua potable de OSE.
La ganadería bovina intensiva para la producción de lácteos, asociada a los cultivos forrajeros y los corrales de engorde de animales (feedlot), producen concentraciones de nutrientes y aportes de sólidos que resultan tóxicos para los seres vivos, especialmente en cuanto a poblaciones, comunidades y ecosistemas (ecotóxicos).Al respecto, el experto en derecho ambiental Julián Ruiz, considera que la suspensión del sistema feedlot, es una medida para conservar el Río Santa Lucía que tendrá resultados a largo plazo.

## Efectos de la potabilización
Una investigación elaborada por OSE en 2014, reveló que los lodos que se vierten luego de la potabilización incluían estos componentes: arsénico, bario, cadmio, cromo, cobre, mercurio, níquel, plomo, hierro y zinc.
En 2013 el alcalde de la localidad de Aguas Corrientes, A. Alfonso, planteaba que los residuos vertidos por la planta de la represa se acumulan a lo largo de 45 kilómetros y afectan al río Santa Lucía.
En 2019 la planta de Aguas Corrientes potabilizaba 670 mil metros cúbicos de agua todos los días.